# Verderb
Verderb bezeichnet den Prozess des Verfalls von Lebensmitteln, der mit einer erheblichen Beeinträchtigung der Qualität (Farbe, Konsistenz, Geruch, Geschmack) durch physikalische, chemische oder biologische Prozesse verbunden ist. Abzugrenzen ist der Begriff von der Lebensmittelvergiftung, bei der Krankheitserreger oder von ihnen produzierte Toxine in das Lebensmittel gelangen. Ein verdorbenes Lebensmittel muss nicht zwangsläufig gesundheitsschädlich sein. 
Ursachen für einen Lebensmittelverderb sind Zersetzungsprozesse durch Bakterien, Pilze und im Lebensmittel enthaltene Enzyme. Auch physikalische Einwirkungen wie Licht, Kälte (Gefrierbrand) und Wärme sowie chemische Reaktionen wie Peroxidbildung (Ranzigwerden) und Oxidation können zu einem Lebensmittelverderb führen.

## Mikrobieller Verderb
Mikroorganismen bauen viele organische Substanzen ab, wodurch Lebensmittel verderben. Stoffwechselendprodukte von Bakterien, Hefen, Schimmelpilzen und anderen Mikroorganismen sind unter anderem organische Säuren, Alkohole, Ketone, Aminosäuren, Vitamine, Ammoniak, Antibiotika, Toxine. Mikrobielle Toxine sind häufig die Ursache von akuten Erkrankungen durch Lebensmittel. Die Anwesenheit der Mikroorganismen führt nicht nur zur Anreicherung der Lebensmittel mit Stoffwechselprodukten, sondern auch zum Verlust der Inhaltsstoffe. Dies führt dazu, dass das Erzeugnis sein Aussehen, seinen Geruch und auch seinen ursprünglichen Geschmack verändert.
Methoden zur Konservierung von Lebensmitteln gegen mikrobiellen Verderb oder zur Bekämpfung von Infektionskrankheiten machen sich die physiologischen Besonderheiten und Unterschiede der Bakterien und anderer Mikroorganismen im Vergleich zum Menschen zunutze.

## Enzymatischer Verderb (Chemisches Verderben)
Enzyme sind in der lebenden Zelle gebildete Proteine, die als Biokatalysatoren die chemische Reaktionen des Stoffwechsels beschleunigen und daher auch zum Verderb von Nahrungsmitteln führen. Enzymatisch bedingte Veränderungen können sowohl durch produkteigene Enzyme (Autolyse) als auch durch Fremdenzyme ausgelöst werden. 
Durch enzymatische und nichtenzymatische Lebensmittelbräunung kommt es zu braunen Verfärbungen bei Lebensmitteln. Dies kann durch Erhitzen (Pasteurisieren), Absenken des pH-Wertes durch die Zugabe von Säuren oder durch die Zugabe von Hemmstoffen verhindert werden. 
Oft sind die hydrolytische Spaltungen von Kohlenhydraten, Fetten und Proteinen sowie oxidative Veränderungen von Fetten und Vitamin für den Verderb verantwortlich.

## Physikalischer Verderb
Als physikalischer Verderb gelten Vorgänge, die durch Einwirkung von Temperatur, Licht und mechanische Beanspruchung bedingt sind. Gefrierbrand ist ein Beispiel.